# Vohlisaari (ö i Birkaland, Tammerfors, lat 61,40, long 23,42)
Vohlisaari är en ö i Finland. Den ligger i sjön Pyhäjärvi och i kommunen Nokia i den ekonomiska regionen Tammerfors och landskapet Birkaland, i den södra delen av landet, 160 km nordväst om huvudstaden Helsingfors. Öns area är 4 hektar och dess största längd är 350 meter i öst-västlig riktning.